# Josef Mašín
Josef Vladimír Mašín starší (26. srpna 1896 Lošany – 30. června 1942 Praha) byl legionář, důstojník prvorepublikové Československé armády a člen protinacistické odbojové organizace Tři králové.  Byl členem Sokola. V roce 2005 byl in memoriam povýšen do hodnosti generálmajora.

## Mládí
Narodil se v Lošanech u Kolína jako jediný syn sedláka Aloise Mašína (1860 - 1909) a jeho ženy Marie, rozené Zourkové (1866 - 1941). V letech 1907–1911 absolvoval české reálné gymnázium v Kutné Hoře. V letech 1912–1915 vystudoval Zemskou střední školu hospodářskou v Roudnici nad Labem.
Krátce navštěvoval rakousko-uherskou důstojnickou akademii (v letech 1914–1915), přednášky však byly nadmíru nepraktické – probíraná taktika boje se datovala do období napoleonských válek.[zdroj?]
Mašín se nepohodl s jedním omezeným starým důstojníkem, který, když zapomněl o čem právě mluvil, dokončil popis výherní strategie slovy „Säbel hoch und hurrah!“ (Šavle hore a hurá!) Když se ho tento oficír tázal na něco z vojenské taktiky, Mašín odpověděl touto „geniální“ replikou a zanedlouho si musel balit své věci, protože byl z akademie propuštěn.

## Armádní kariéra

### Československé legie

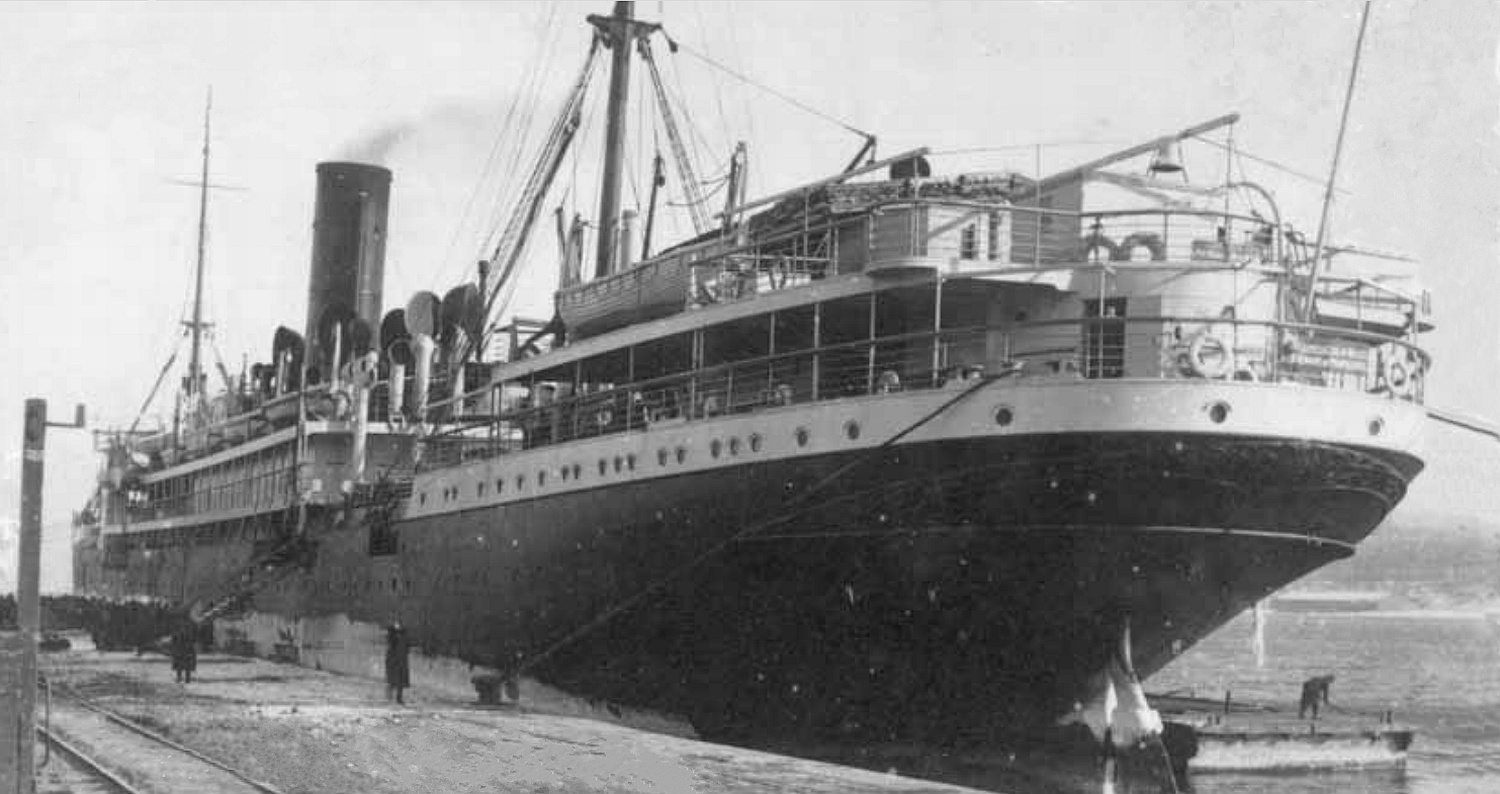
Do Československa se z Vladivostoku Josef Mašín plavil 14. lodním transportem na zaoceánském parníku SS Trás-os-Montes

28. dubna 1915 byl Mašín odveden a zařazen k c.k. pěšímu pluku 36, s kterým odjel na ruskou frontu. Zde 9. května 1915 u Sinkova přeběhl do ruského zajetí a 3. ledna 1916 se přihlásil do Československých legií. V letech 1916 až 1921 pak bojoval v Československých legiích v 1. československém střeleckém pluku. Podobně jako mnozí jiní legionáři přestoupil na pravoslaví, a v souvislosti s tím přijal jméno Vladimír, pod nímž byl uveden v dokumentaci legií. V bojích byl několikrát raněn a několikrát vyznamenán (získal Vojenský řád sv. Jiří III. a IV. stupně a Kříž sv. Jiří, tzv. „Georgijevský kavalír“, všech 4 stupňů). Bojoval v bitvách u Zborova, u Bachmače a na transsibiřské magistrále.

### První republika

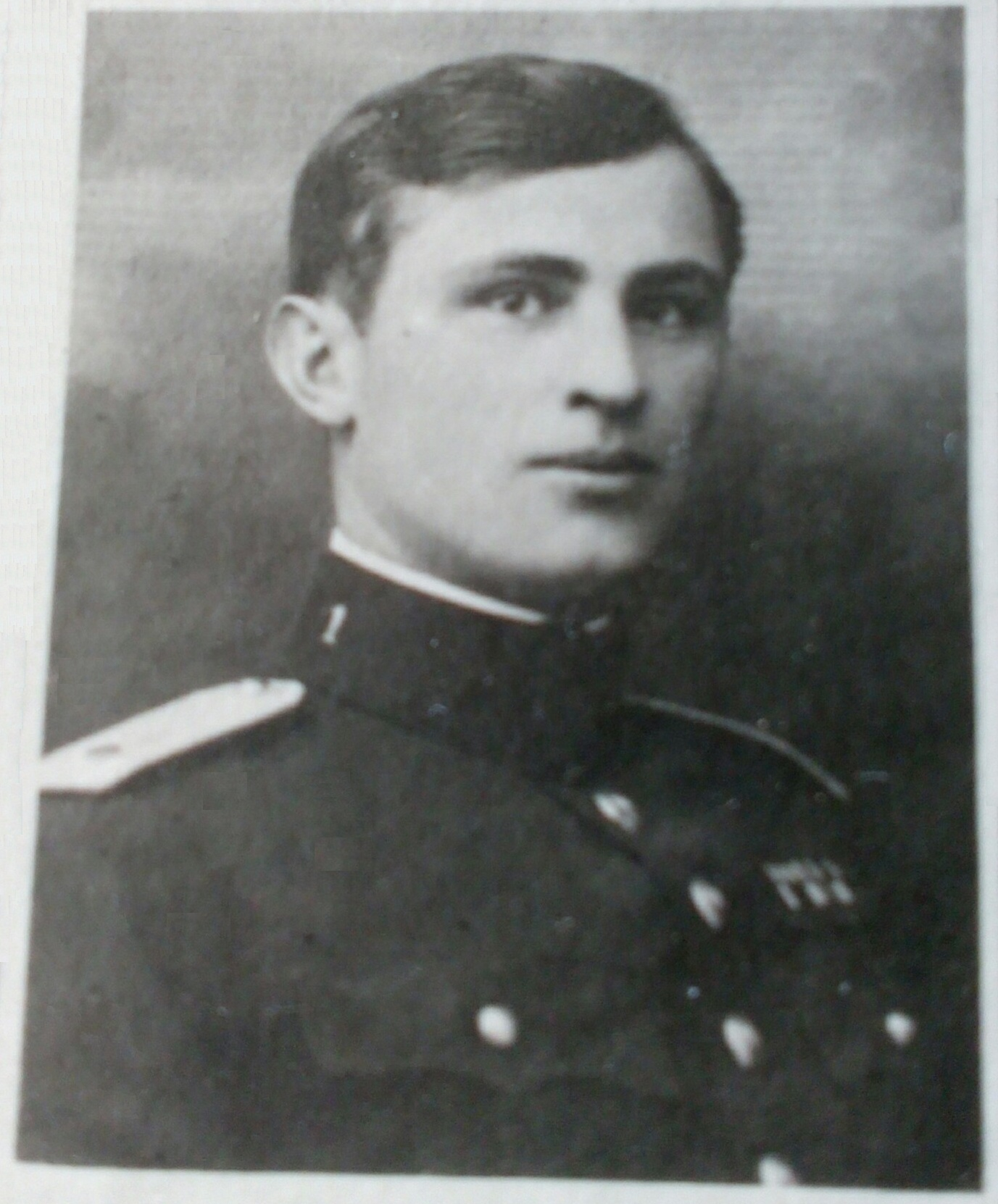
Josef Mašín (v hodnosti štábního
kapitána) na tablu absolventů
Válečné školy v Praze v roce 1928

Po návratu do Československa demobilizoval, ale již 6. února 1920 se stal štábním kapitánem pěchoty Československé armády.
V roce 1922 absolvoval granátnický kurs v Milovicích. Od roku 1923 do roku 1927 sloužil u dělostřeleckého útvaru v Českých Budějovicích a od roku 1927 do roku 1928 v Jindřichově Hradci. Od 1. dubna do 2. listopadu 1928 byl na neplacené dovolené kvůli nemoci matky.
Od roku 1928 Mašín sloužil u 1. dělostřeleckého pluku Jana Žižky z Trocnova v Ruzyni do roku 1939 ve funkci zástupce velitele pluku, v roce 1938 zatímně pověřeným velením pluku a současně velitel dělostřelectva 2. skupiny, do níž byl pluk začleněn v době branné pohotovosti státu.
18. června 1929 se oženil se Zdenou Novákovou, s níž měl tři děti: Ctirada narozeného 1930, Josefa narozeného 1932 a Zdeňku narozenou 1933.

## Okupace Československa
14. března 1939 byl Mašín suspendován a obžalován pro vzpouru, když se odmítl podrobit rozkazu neklást odpor okupantům (v rozporu s rozkazem vrchního velení zamýšlel vyhodit do povětří sklad zbraní v ruzyňských kasárnách, tak aby nepadly do rukou Němců, a neváhal fyzicky inzultovat nadřízené, kteří mu v jeho úmyslu bránili). Po obsazení Československa nacistickým Německem se pokoušel o sabotáže, zprvu samostatně, později v rámci odbojové organizace Obrana národa. Společně s pplk. Josefem Balabánem a škpt. Václavem Morávkem vytvořil zpravodajskou skupinu Tři králové. Pomocí velké sítě spolupracovníků členové skupiny sbírali významné informace, které potom předávali vysílačkou československé exilové vládě do Londýna. Kromě toho shromažďovali zbraně a prováděli sabotáže. Podle některých svědectví se Mašín podílel na vydávání ilegálního časopisu V boj.

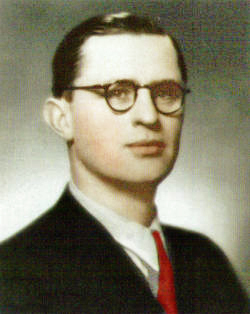
Pplk. Josef Mašín v době svého působení v protinacistickém odboji (kolorizace)

### Zatčení

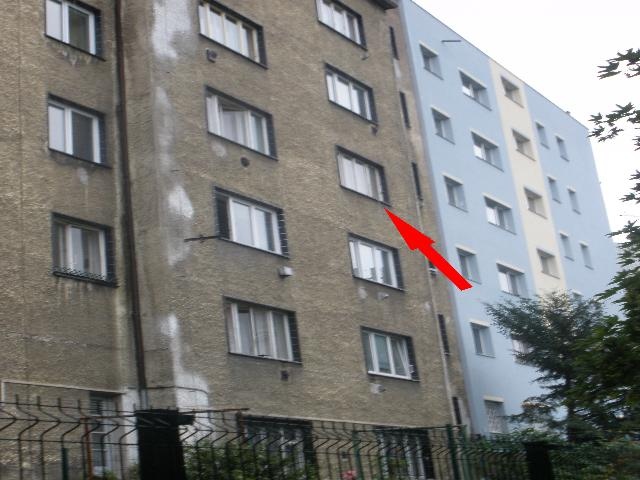
Dům v Čiklově ulici 1238/19 (Pod Terbkou) Praha 4 - Nusle, kde byl zatčen podplukovník Josef Mašín. Šipkou je označeno okno, odkud uprchli štábní kapitán Václav Morávek s četařem Františkem Peltánem.

Mašín byl zatčen gestapem v podvečer 13. května 1941 po přestřelce v domě ve druhém patře v ulici Pod Terebkou, dnešní Čiklova 19, v Praze-Nuslích (byl to ilegální byt Morávka). Tehdy vysílali pplk. Josef Mašín, škpt. Václav Morávek a četař František Peltán důležitou depeši pro Londýnskou exilovou vládu. Krátce po prvních odvysílaných větách se ozval zvonek. Za dveřmi byla početná přepadová skupina pražského gestapa. Všichni tři začali urychleně ničit veškeré depeše a vysílačku, ba dokonce stihli ještě odvysílat zprávu o své tragické situaci. Mašín se rozhodl proti gestapákům bránit. Prudce rozrazil dveře a vystřelil na prvního gestapáka nejblíže dveřím, byl to jistý úředník Mischke. Toho zasáhl do břišní oblasti. Mezitím Mašína kryl střelbou ze dveří Morávek. Tomu se však naneštěstí vzpříčil náboj v hlavni. Toho využil další gestapák, který Mašína postřelil, ten se skácel na rohožku. Okamžitě se na něj několik gestapáků vrhlo. Při rvačce upadl Mašín ze schodiště a při pádu si zaklínil nohu mezi zábradlí, což zapříčinilo její zlomení v bérci. Mašín se ještě pokusil zastřelit, v tom mu však bylo zabráněno. Zbraň však pevně svíral v ruce a teprve, až když mu gestapáci prostřelili zápěstí, jeho sevření povolilo. Ve vážném stavu byl Mašín převezen sanitkou do SS lazaretu v Podolí. Morávek ještě stihl přirazit dveře gestapákům před nosem. Ti dveře rozmlátili sekyrou. Morávkovi s Peltánem nezbývalo než spustit se po tenkém ocelovém laně, které jim sloužilo jako uzemnění pro vysílačku, z okna dolů. Peltán si při doskoku těžce pohmoždil obě nohy a Morávek si o uzlík na lanu nařízl prst, který si později musel uříznout.

### Výslechy, věznění, pokusy o vysvobození či sebevraždu
Po zatčení byl Mašín při výsleších krutě mučen – přesto byl jedním z mála zatčených, kdo se v Petschkově paláci s gestapáky pral, při jednom výslechu „složil“ k zemi gestapáka Paula Adama Soppu, který byl vyhlášeným surovcem. Gestapáci k němu pak chodili minimálně po dvou a k výslechu byl přiváděn ve svěrací kazajce. V době Mašínova pobytu v lazaretu v Podolí se Morávek několikrát pokusil o jeho vysvobození. Chtěl pro něj poslat sanitní vůz. Den předtím, než měla sanitka přijet, se Mašín pokusil skleněnou nádobou omráčit spícího gestapáka, který jej hlídal u jeho nemocničního lůžka. Mašín ale za tu dobu, kdy byl v lazaretu, patřičně zeslábl a neměl dostatečnou sílu na úder. Gestapáka pouze vzbudil a ten Mašína následně zpacifikoval. Za tento pokus o vzpouru si Mašín vysloužil přeložení na Pankrác, takže se pokus o jeho osvobození nezdařil. Morávek učinil ještě několik pokusů, avšak všechny selhaly. Pokusil se přesvědčit velení v Londýně, aby britská strana vyměnila dva zajaté německé důstojníky za Mašína a Balabána. Avšak Londýn se k tomu nevyjádřil. Mašín se v cele neúspěšně pokusil o sebevraždu tak, že se vrhl hlavou na topení. Hlavu si rozrazil, ale úraz nebyl smrtelný. Podruhé se pokusil si prokousnout tepnu, ani to se mu nepodařilo. Během ročního pobytu na Pankráci a po četných krutých výsleších zcela ztratil svou lidskou podobu – přišel o všechny vlasy a tělo mu pokrývaly hnisavé rány. Gestapáci mu dokonce ukázali jeho ženu, se kterou bylo rovněž surově zacházeno. Také k němu přivedli zmučeného Balabána. Chybně se traduje, že Mašín ani přes toto nic na své spolupracovníky nevyzradil. Z nalezených záznamů výslechů ale vyplývá, že Mašín vypovídal.

### Druhá Heydrichiáda
Když byl 27. května 1942 v Praze proveden atentát na Reinharda Heydricha, chtělo po Mašínovi gestapo, aby atentát odsoudil. Mašín prohlásil, že lituje toho, že Heydricha nemohl zabít on sám. 30. června 1942 byl odsouzen stanným soudem k trestu smrti a na Kobyliské střelnici v Praze popraven. Pouta Josefu Mašínovi popravčí odmítl sejmout a podle výpovědi svědků se hrdě postavil do pozoru vzdor svým spoutaným pažím a zvolal: „Ať žije Československá republika!“

Josef Mašín mezi posledními popravenými dne 30. června 1942 v Praze na Kobyliské střelnici
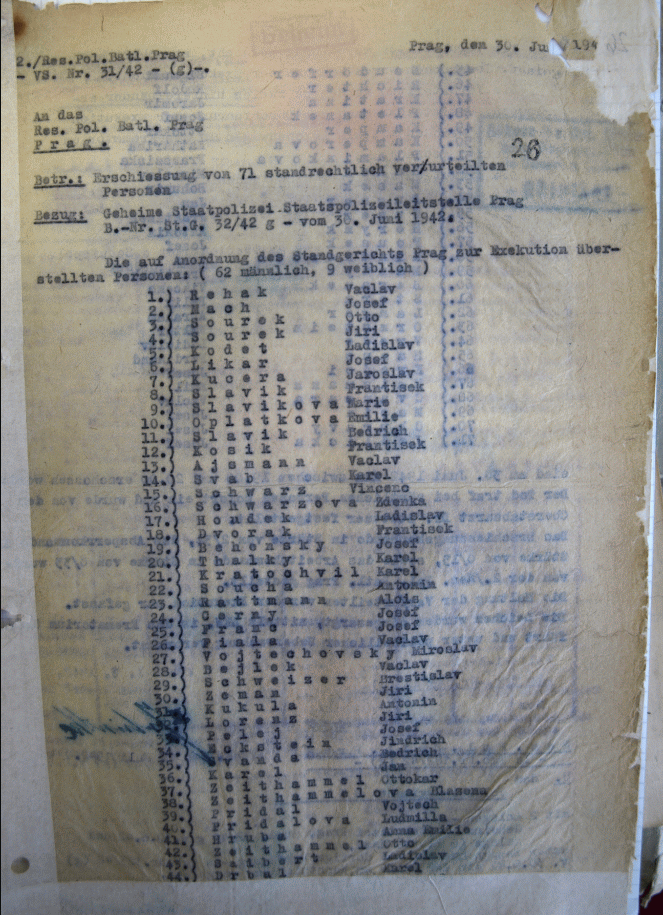
Popravní protokol z 30. června 1942 (1. strana, německý originál)
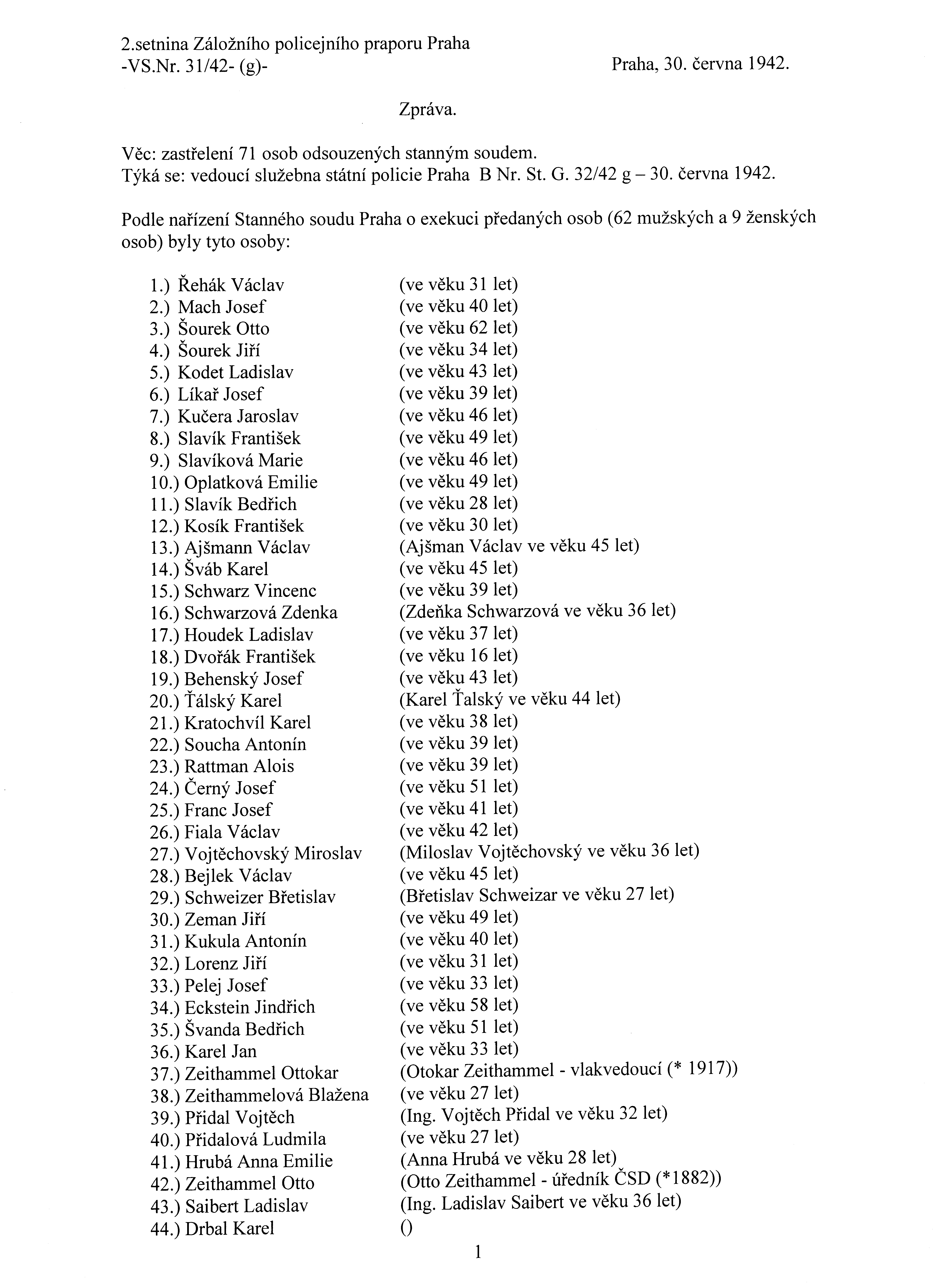
Popravní protokol z 30. června 1942 (1. strana, překlad do češtiny)
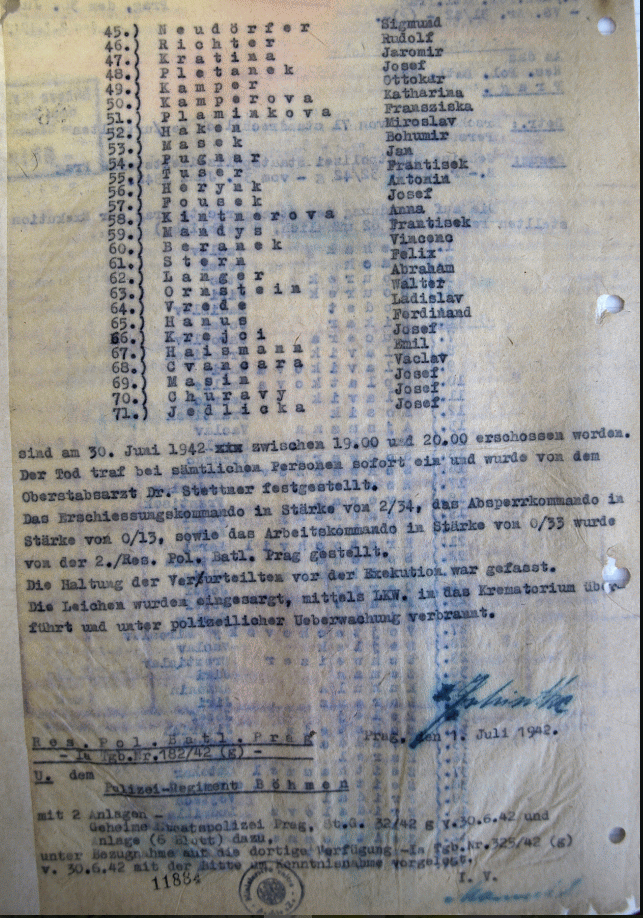
Popravní protokol z 30. června 1942 (2. strana, německý originál)
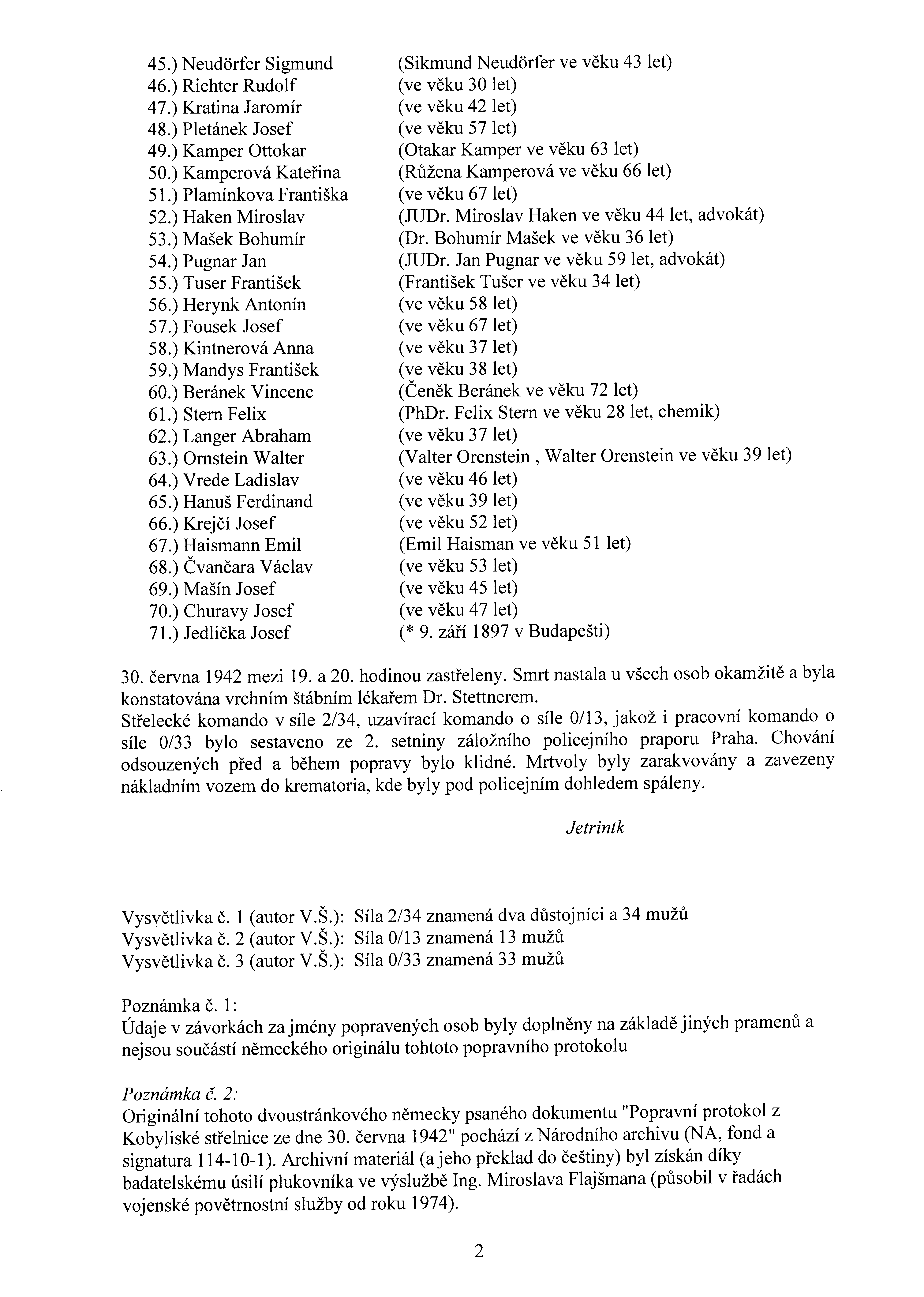
Popravní protokol z 30. června 1942 (2. strana, překlad do češtiny)
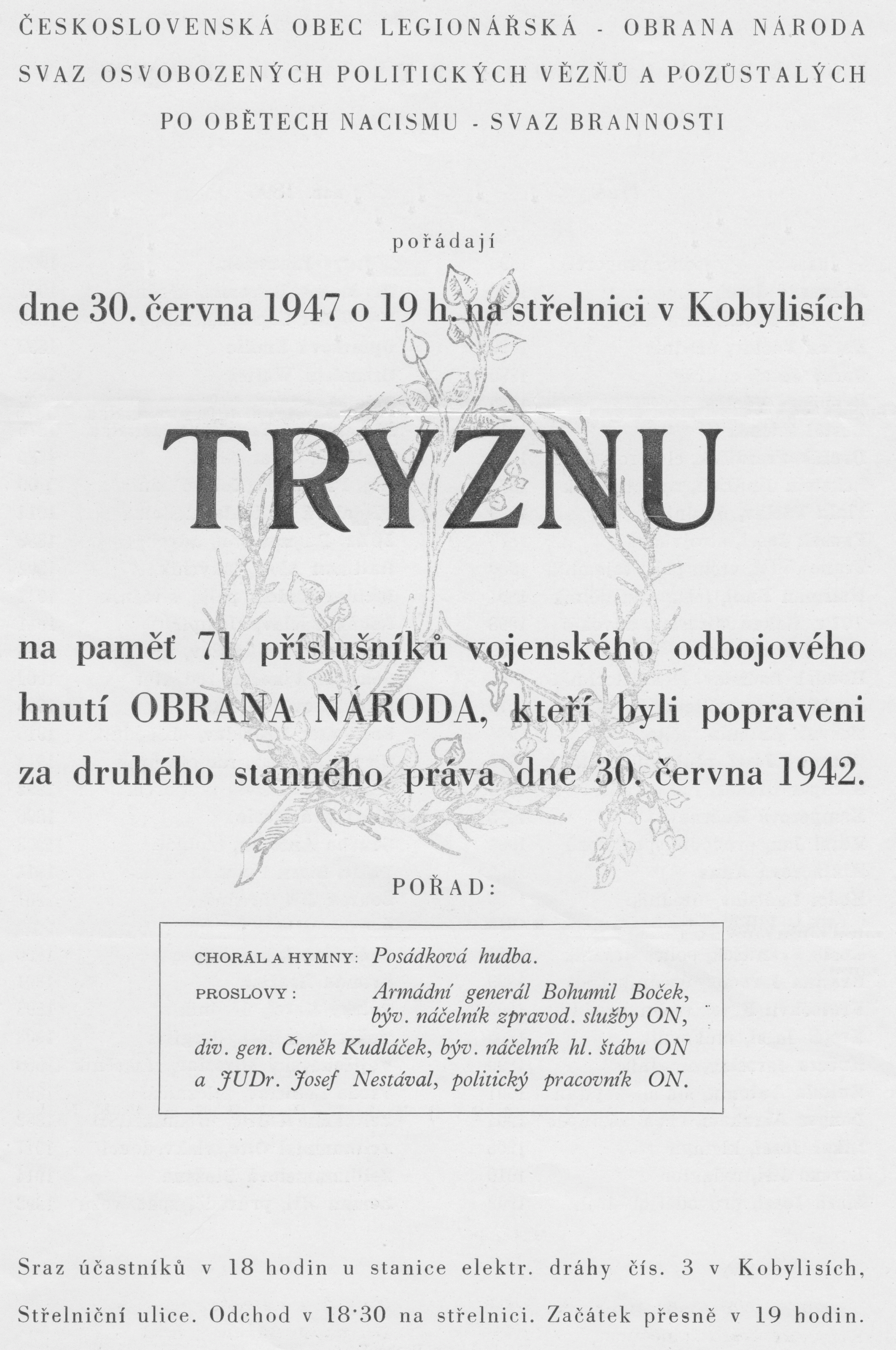
Tryzna (30. června 1947), titulní strana dokumentu
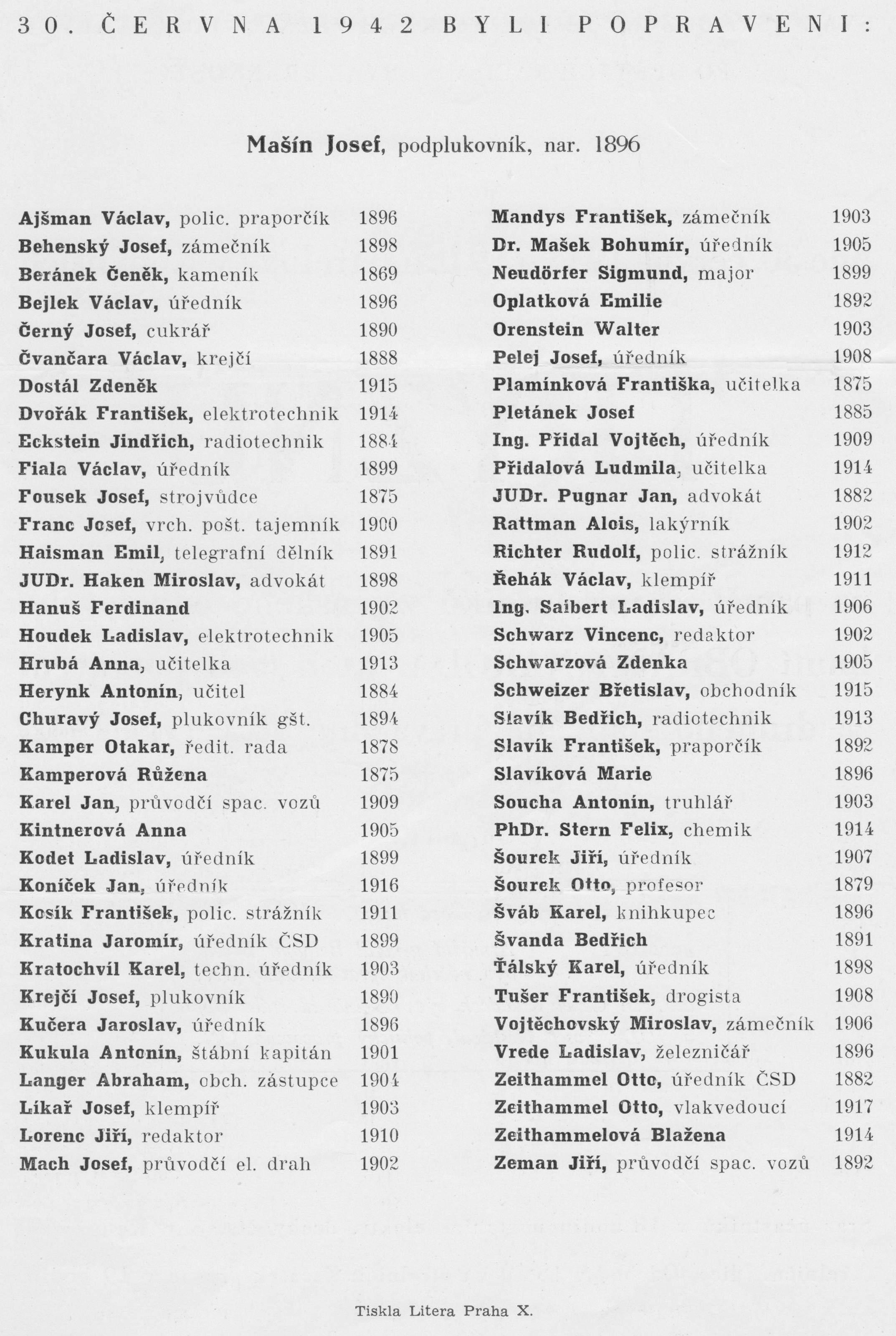
Tryzna (30. června 1947), Seznam popravených

## Po osvobození
Po válce byl Josef Mašín povýšen in memoriam do hodnosti brigádního generála a v květnu 2005 in memoriam do hodnosti generálmajora.
Jeho žena, Zdena Mašínová, byla několik měsíců (od 6. ledna 1942 do 5. srpna 1942) vězněna gestapem, po válce pak byla vyznamenána Československým válečným křížem. V roce 1953 byla během soudního procesu odsouzena na 25 let do vězení za pomoc při protikomunistické činnosti svých dvou synů, za schvalování těchto činů a za napomáhání ilegálnímu útěku členů odbojové skupiny bratří Mašínů za hranice. Zemřela ve vězení 12. června 1956.

## Pietní místa

### Poděbrady, Jiřího náměstí
Dne 28. června 2003 byla v Poděbradech na Jiřího náměstí (adresa: Jiřího náměstí 1, 290 01 Poděbrady) na prvním nádvoří zámku odhalena mramorová pamětní deska věnovaná Josefu Mašínovi a jeho manželce Zdeně. Pamětní deska je umístěna u Pomníku obětem nacismu a byla instalována z iniciativy Milana Paumera. (GPS souřadnice: 50°08′31″ s. š., 15°07′08″ v. d.) V centrální evidenci válečných hrobů je tato pamětní deska evidována pod označením CZE-2119-03252. Na desce je nápis: GENERÁL JOSEF MAŠÍN / NAROZEN 26. 8. 1896 / POPRAVENÝ NACISTY V KOBYLISÍCH 30. 6. 1942 / ZDENA MAŠÍNOVÁ / NAROZENA 20. 5. 1907 / ZEMŘELA ZA KOMUNISMU V PANKRÁCKÉ VĚZNICI 12. 6. 1956 / ČEST JEJICH PAMÁTCE //.

### Praha 6, ulice Heleny Malířové
Jméno Josefa Mašína je uvedeno na pamětní desce věnované obětem 2. světové války umístěné na stěně tělocvičny v ulici Heleny Malířové 279/14, Praha 6.

### Praha 6, Litovická ulice
Pamětní deska umístěná v Praze 6 na domě č.p. 357 v Litovické ulici (orientační číslo 11) připomíná místo, kde žil představitel vojenského podzemního odboje proti nacistům generál Josef Vladimír Mašín. Deska uvádí datum a místo jeho narození (2. 8. 1896 v Lošanech) a datum jeho úmrtí – popravy (20. 6. 1942). (GPS souřadnice 50°05′27″ s. š., 14°19′21″ v. d.)

### Roudnice nad Labem
V Roudnici nad Labem na Husově náměstí byla dne 26. srpna 2016 (u příležitosti 120. výročí narození Josefa Mašína) slavnostně odhalena (za přítomnosti jeho dcery Zdeny Mašínové a jeho vnučky Sandry Mašínové) pamětní deska na domě, kde Josef Mašín v době svých studií (na Královské české zemské škole hospodářské) v Roudnici bydlel. Vznik pamětní desky inicioval roudnický spolek "Nezapomínejme!"; autorkou desky je sochařka Paulina Skavová; deska byla zhotovena v umělecké slévárně HVH v Horní Kalné v Podkrkonoší a náklady na desku činily zhruba 60 000 korun.

### Praha 4, Čiklova ulice
V pondělí dne 15. května 2017 odpoledne byla na domě v Čiklově ulici číslo 19 v pražských Nuslích nedaleko Vyšehradu slavnostně odhalena pamětní deska, která připomíná událost, která se v tomto domě stala dne 13. května 1941. Toho dne v podvečer z malého bytu vysílala trojice odbojářů ze sabotážní a diverzní skupiny Tři králové (Václav Morávek, Josef Mašín a radista František Peltán) ilegální vysílačkou Sparta II depeše do Londýna. Kolem 19:15 při nečekané razii gestapa kryl Josef Mašín ústup Morávka a Peltána. (Ti se mezitím riskantně spustili z okna po tenkém zemnicím kablíku od vysílačky.) Při přestřelce proti přesile gestapa byl Josef Mašín těžce zraněn a zajat. Autorem pamětní desky je akademický sochař Jaroslav Hylas, který pochází z Morávkova rodného Kolína. Za protektorátu se ulice jmenovala "Pod Terebkou". (Nové jméno ulice získala po Aloisi Václavu Čiklovi - obyvateli domu sousedícího s domem s pamětní deskou. Čikl byl od roku 1938 správcem pravoslavného chrámu svatých Cyrila a Metoděje, kde poskytl úkryt parašutistům, kteří podnikli atentát na říšského protektora Reinharda Heydricha.) Na pamětní desce je nápis: "KDYŽ KRYL ÚNIK / SVÝCH SPOLUBOJOVNÍKŮ, / ŠTÁBNÍHO KAPITÁNA / VÁCLAVA MORÁVKA, / BRIGÁDNÍHO GENERÁLA / IN MEMORIAM, / A RADISTY ČETAŘE / FRANTIŠKA PELTÁNA, / KAPITÁNA IN MEMORIAM, / BYL V TOMTO DOMĚ, / DNE 13. KVĚTNA 1941, /PŘI RAZII GESTAPA RANĚN / A ZAJAT HRDINA / PROTINACIST. ODBOJE, / PODPLUKOVNÍK // JOSEF MAŠÍN // GENERÁLMAJOR IN MEMOR. / PO ROČNÍM VĚZNĚNÍ / BYL 30. ČERVNA 1942 / POPRAVEN NA STŘELNICI / V PRAZE KOBYLISÍCH".

Pietní místa – pamětní desky
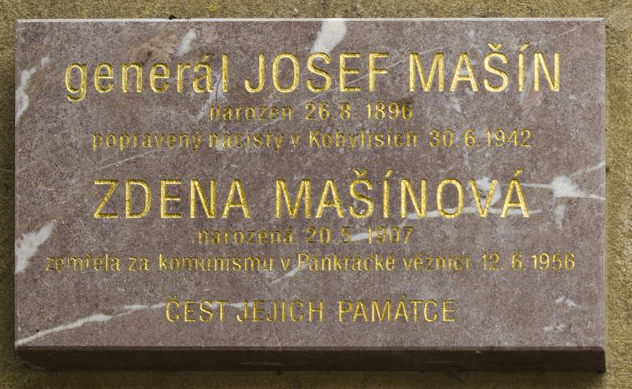
Pamětní deska v Poděbradech na Jiřího náměstí
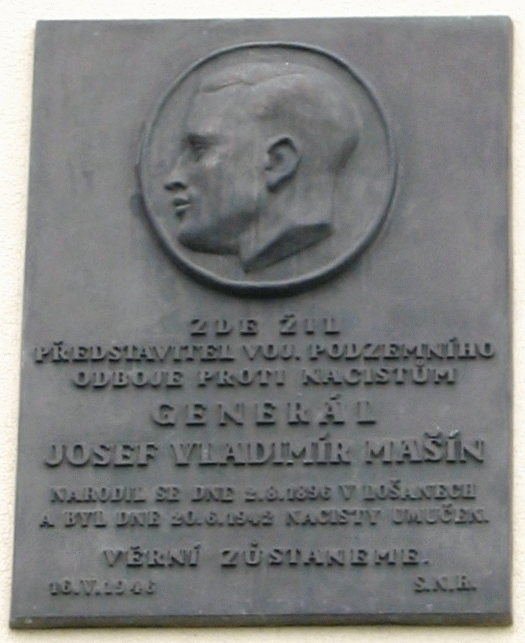
Pamětní deska v Praze 6, Litovická ulice
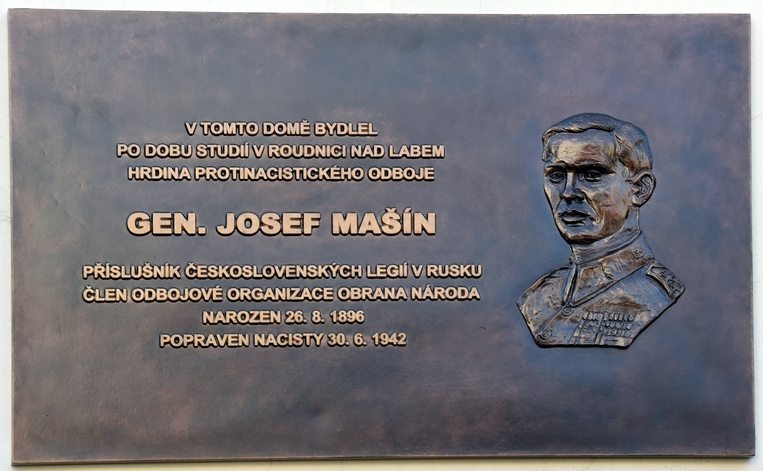
Pamětní deska na Husově náměstí v Roudnici nad Labem, autor Paulina Skavová
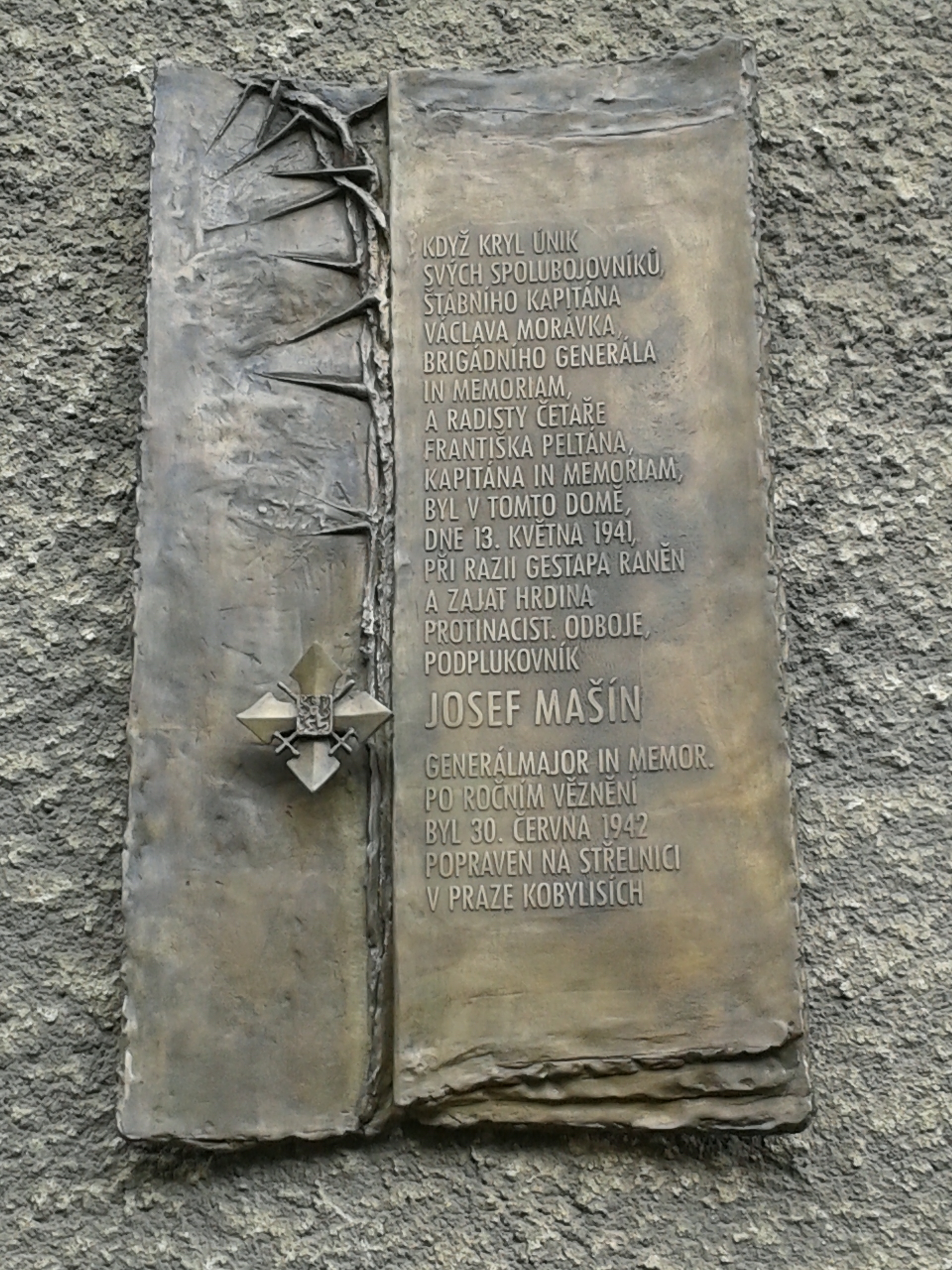
Pamětní deska na domě v Čiklově ulici v Praze 4 - Nuslích
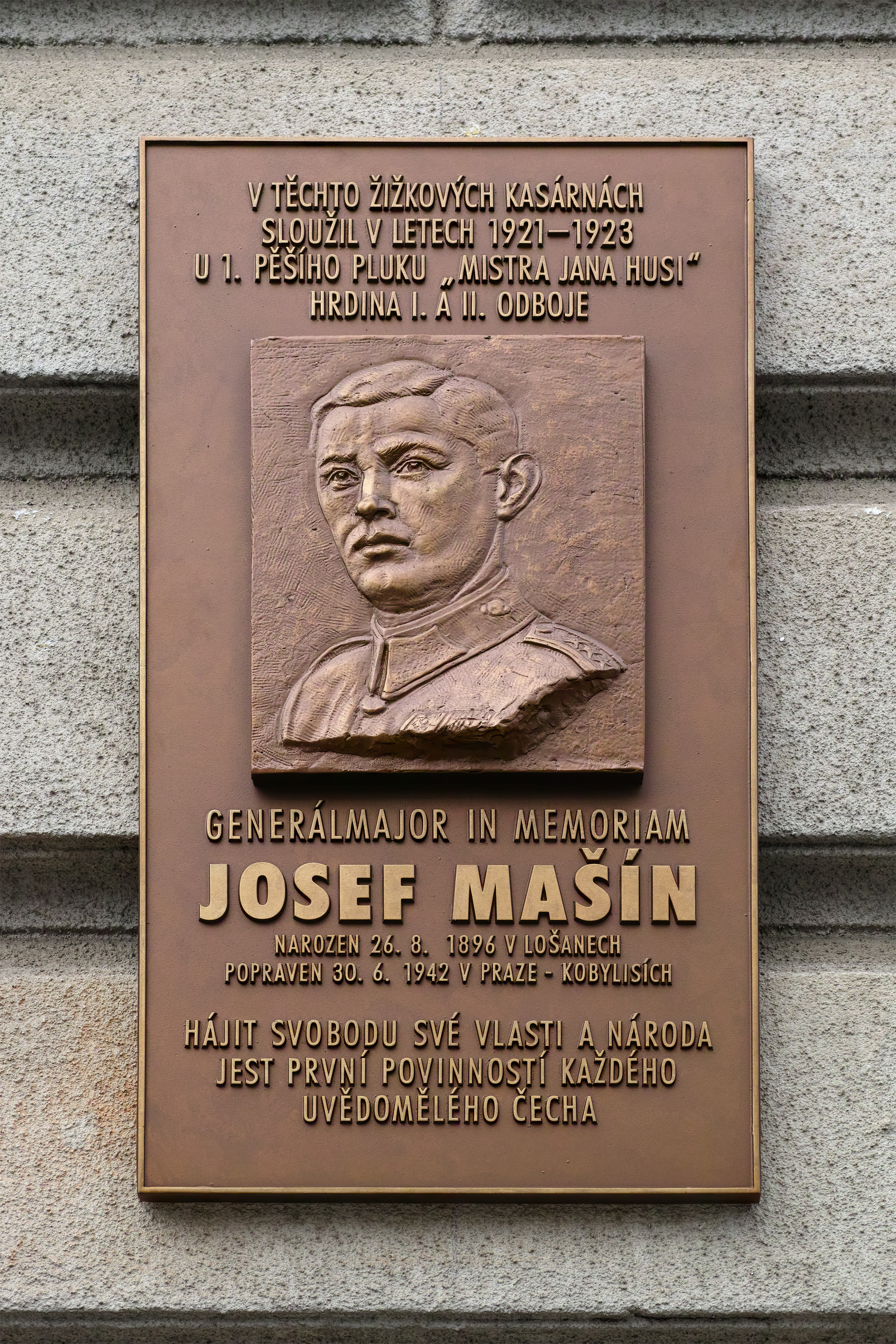
Pamětní deska na dělostřeleckých kasárnách v Českých Budějovicích

### Lošany u Kolína
Památník místa narození generálmajora Josefa Mašína se nachází v Lošanech na okraji parčíku mezi tvrzí a lošanským statkem číslo popisné 1. Nápis na kovové desce: "V TOMTO STATKU / SE NARODIL 26.8.1896. / GEN. JOSEF MAŠÍN / HRDINA DOMÁCÍHO ODBOJE / POPRAVEN 30.6.1942". Památník se nachází na GPS souřadnicích: 49°59′56″ s. š., 15°07′24″ v. d.
Mašínův pomník byl v Lošanech slavnostně odhalen v neděli 7. září roku 1947 a to především zásluhou jeho manželky Zdeny Mašínové. (Odhadem se této události účastnilo na pět tisíc osob.) Zároveň byla toho dne na lošanské obecné škole odhalena pamětní deska s nápisem: "Obecní škola generála J. Mašína". Škola nesla toto označení v rozmezí let 1947 až 1956. V roce 1956 byla deska z budovy odstraněna a dále obecná škola nesměla jméno Josefa Mašína používat. V roce 1967 byla škola zrušena a v budově následně sídlila (v letech 1967 až 1992) mateřská škola. (Nyní (2017) se v budově nachází obecní úřad.) Dne 11. září 2017 byla na budově místního obecního úřadu v Lošanech odhalena nová pamětní deska, která je dílem kolínského akademického sochaře Jaroslava Hylase a která připomíná, že 7. září 2017 uplynulo již 70 let od doby, kdy v této budově tehdy sídlící obecná škola byla pojmenována po generálu Josefu Mašínovi.

Lošany u Kolína (statek č.p. 1, hřbitov, obecní úřad)
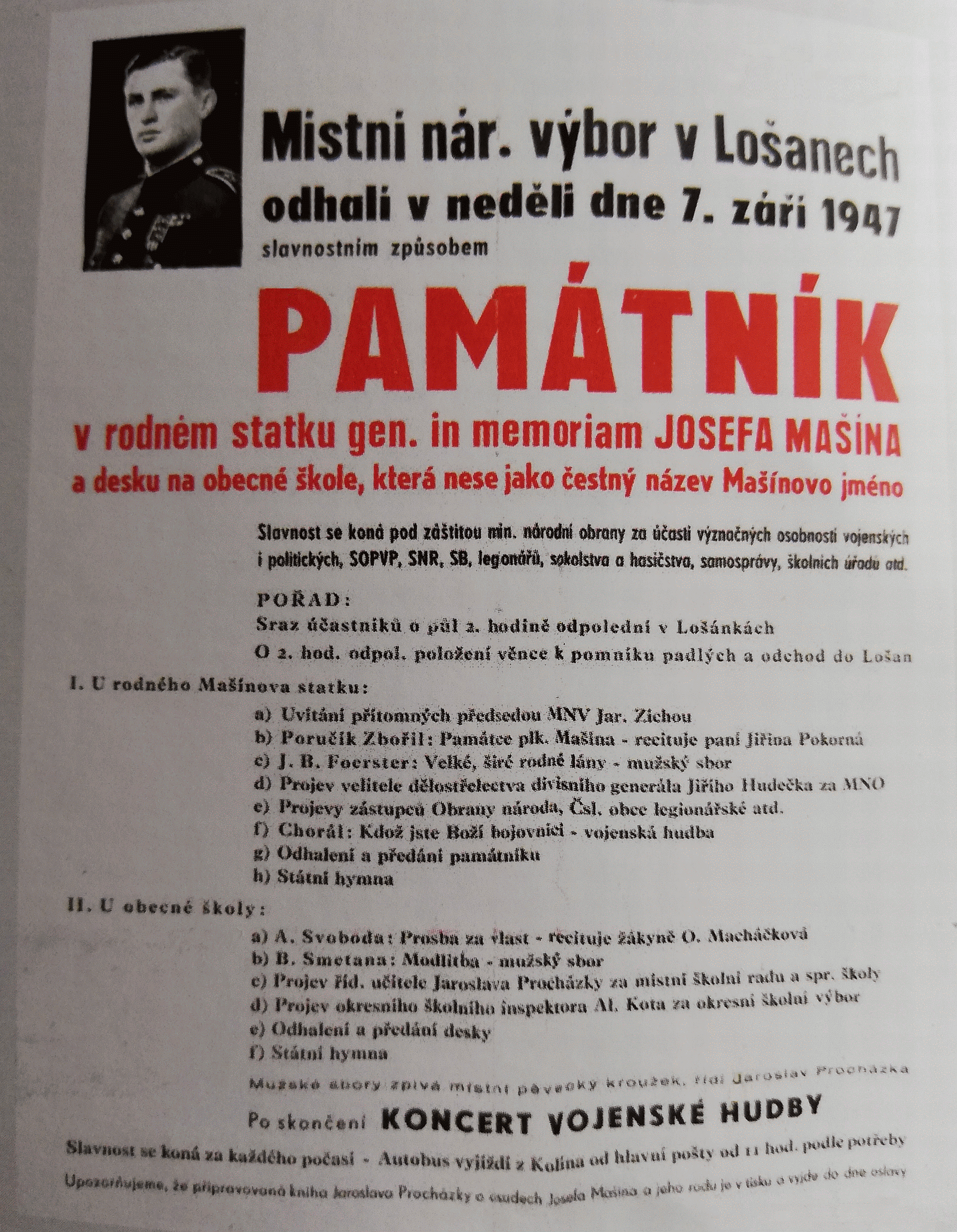
Plakát zvoucí ke slavnostnímu odhalení památníku 7. září 1947
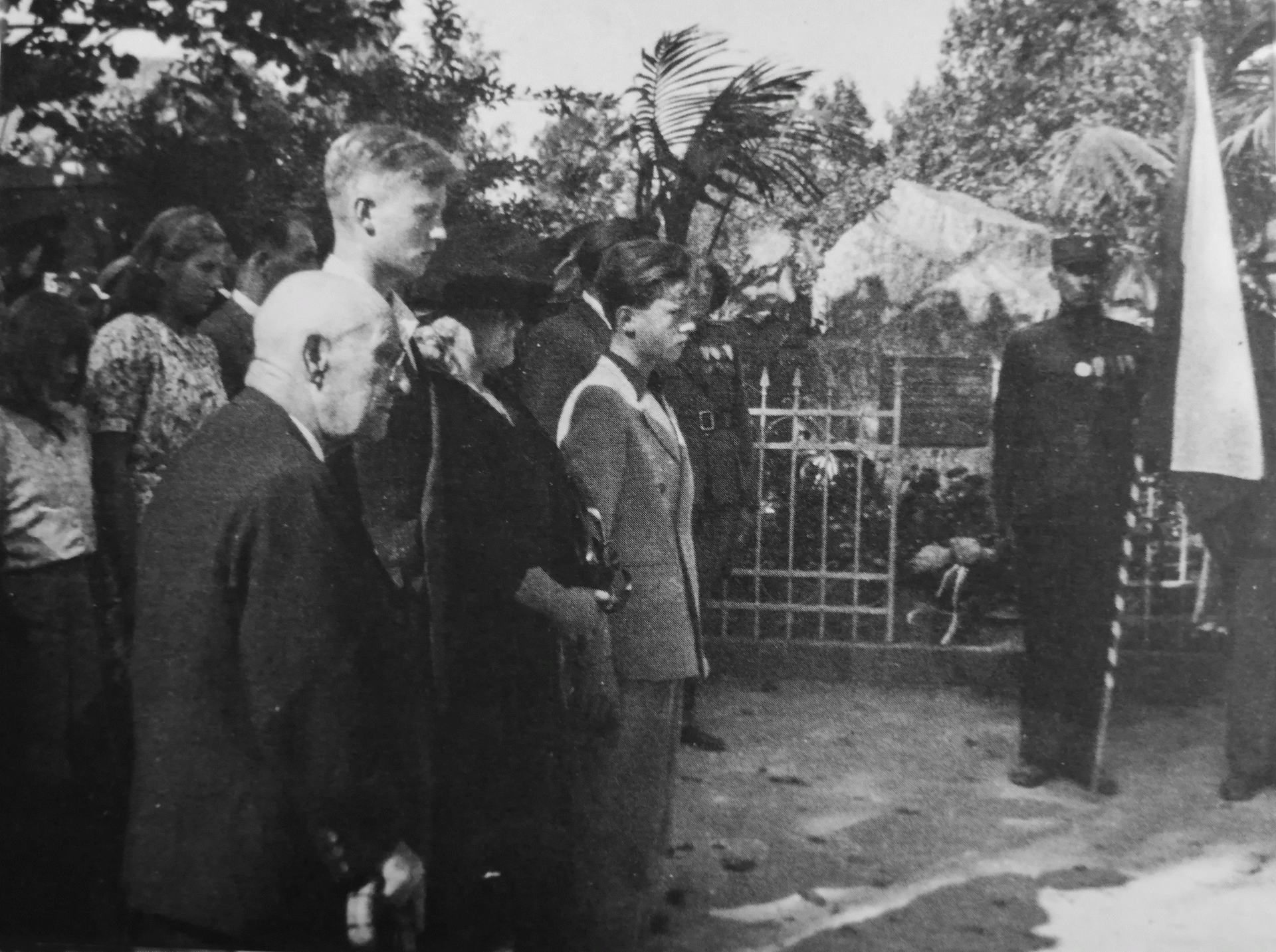
Slavnostní odhalení památníku dne 7. září 1947
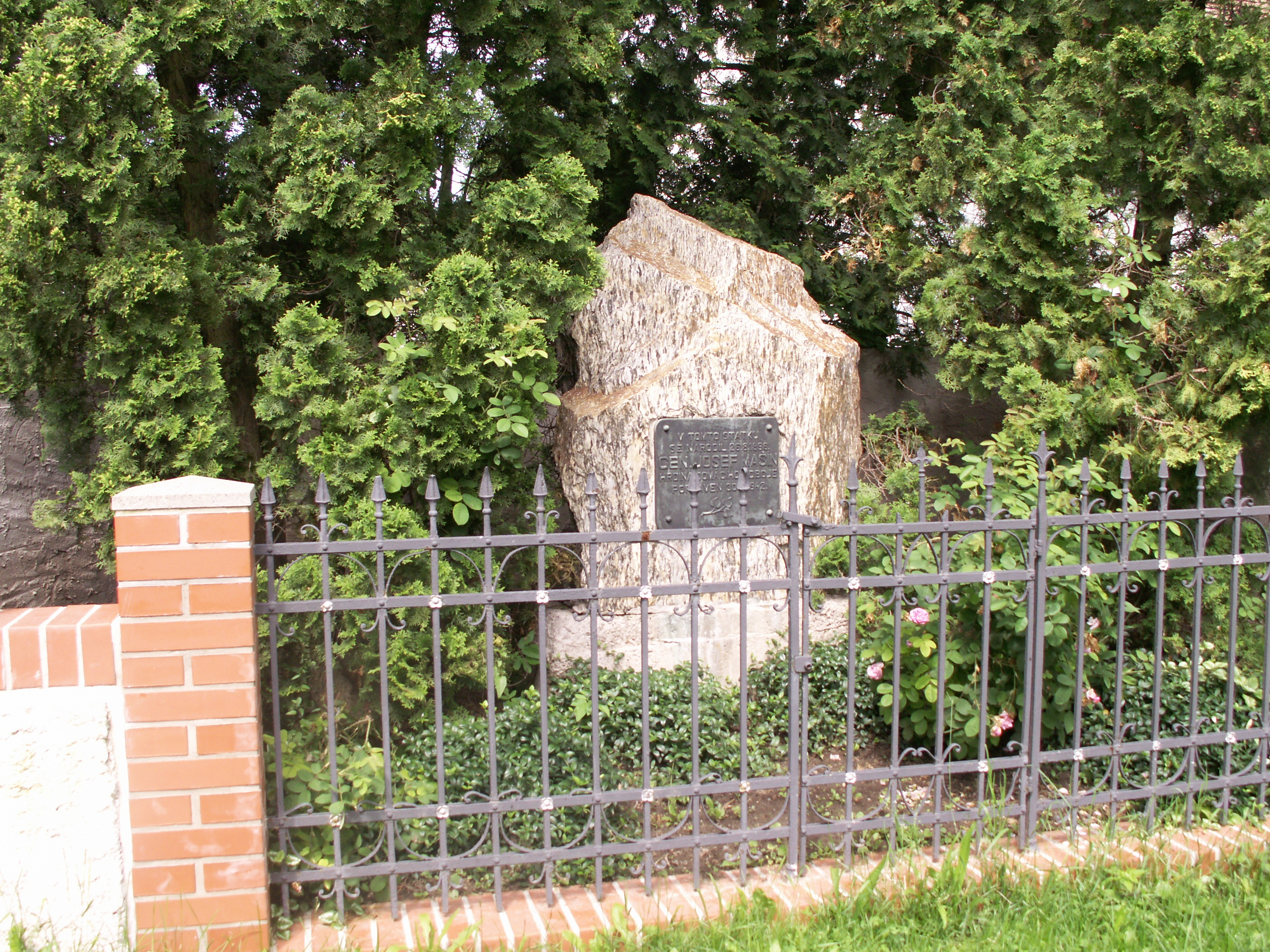
Celkový pohled na památník
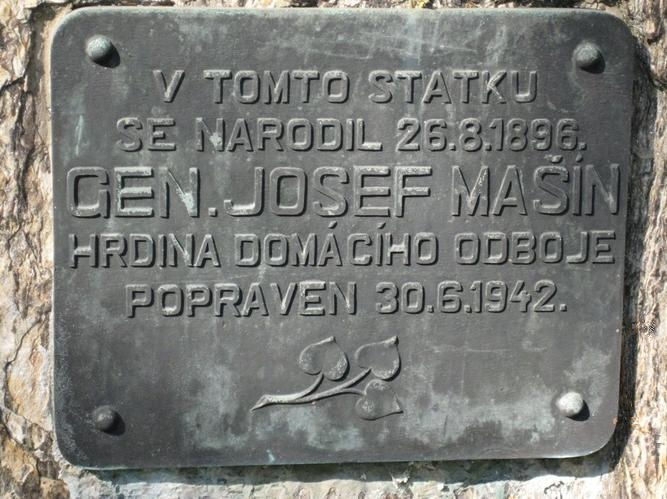
Detail kovové desky na památníku
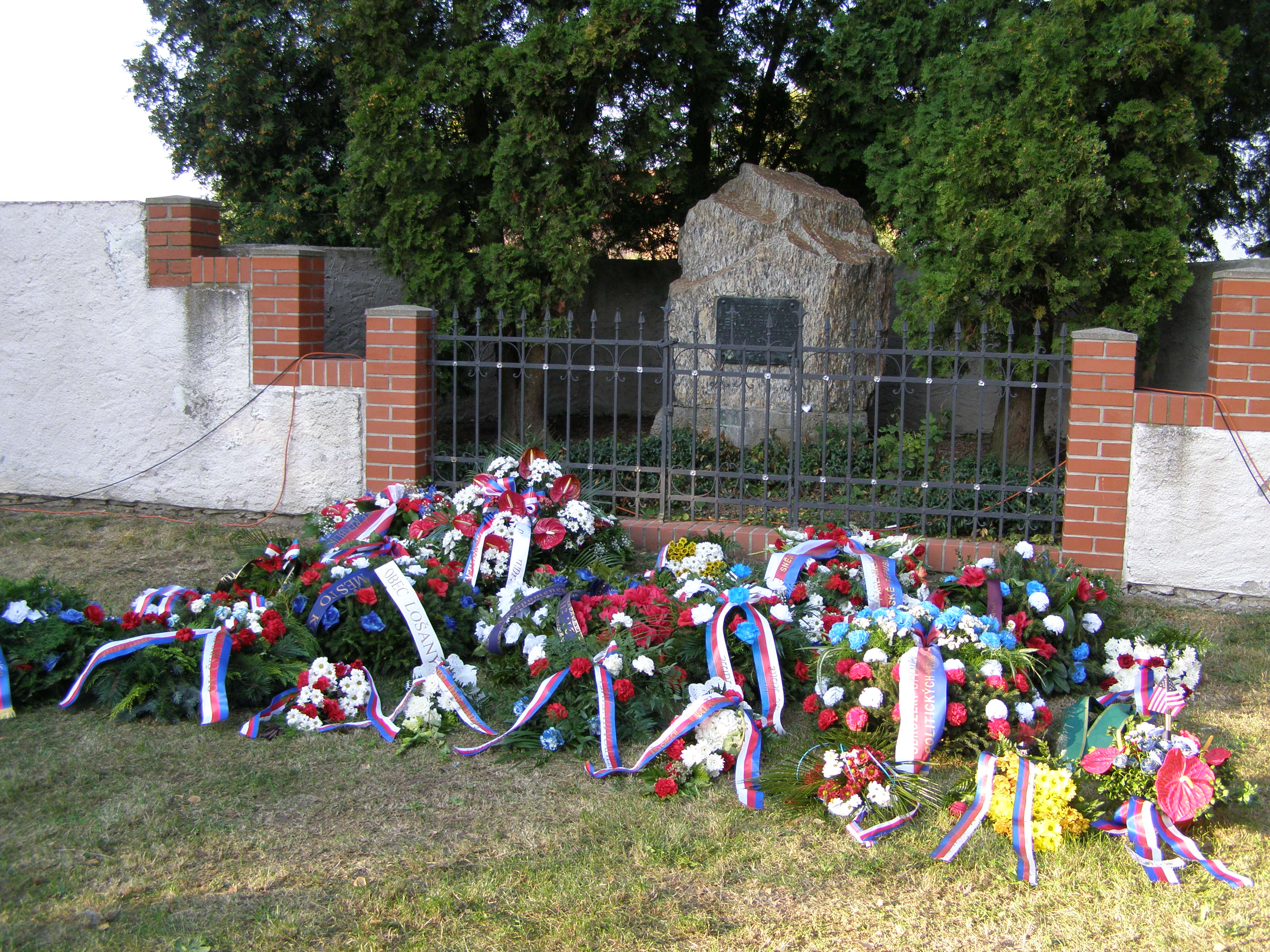
Památník po pietním aktu ke 120. výročí narození
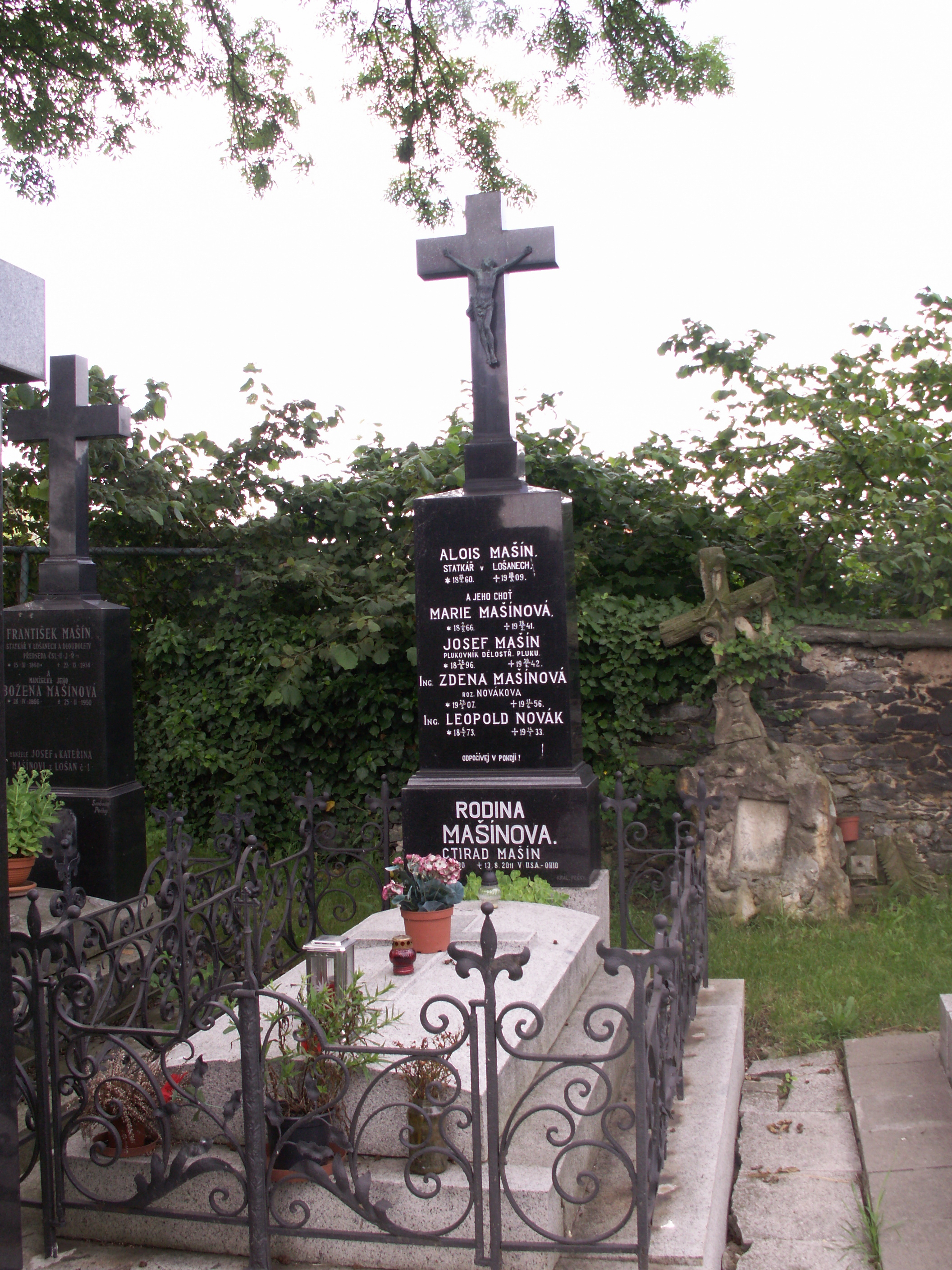
Hrob rodiny Mašínů v Lošanech
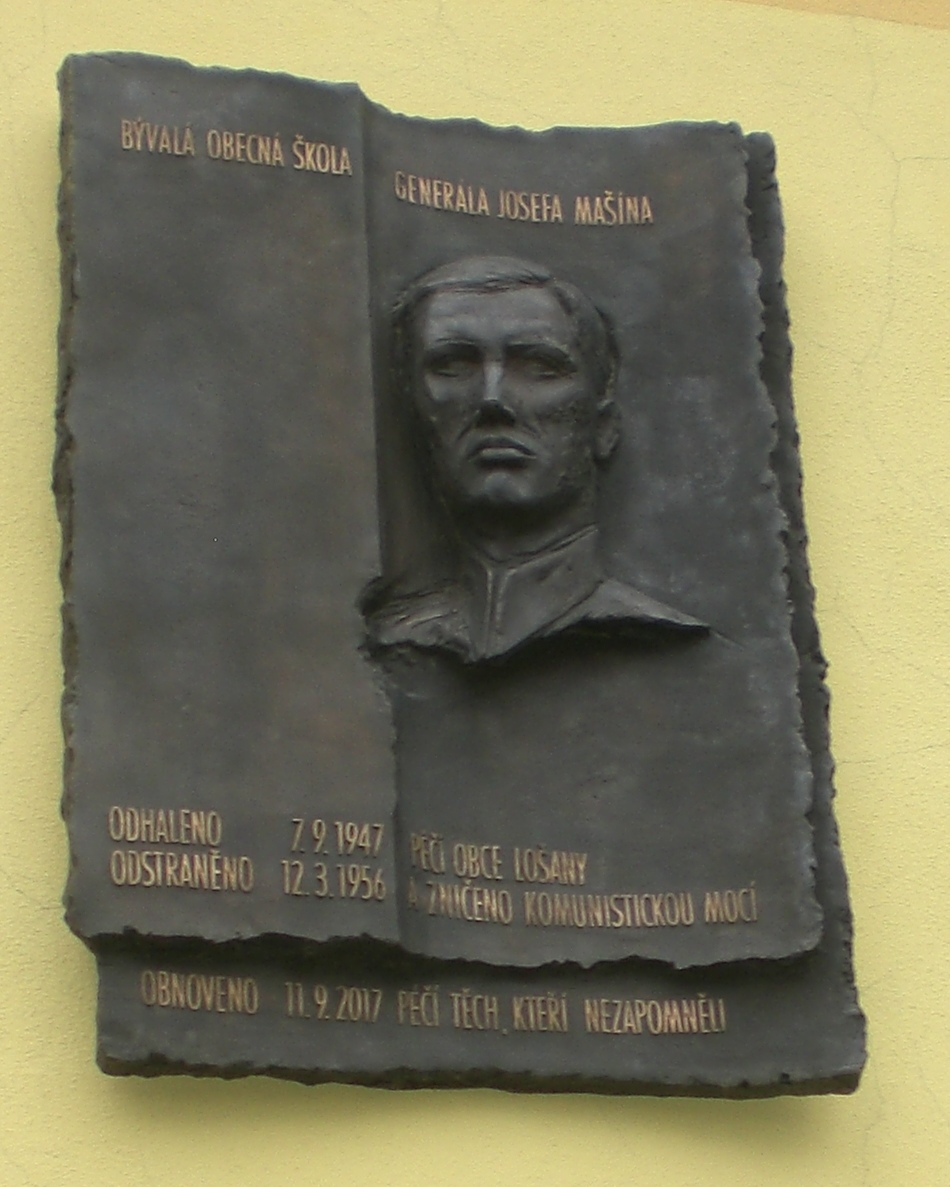
Pamětní deska na obecním úřadě v Lošanech

## Dopis na rozloučenou
Krátce před popravou napsal Josef Mašín svým dětem svůj poslední dopis. Byl nalezen až po válce na motáku ukrytém ve veřejích v cele, kde byl vězněn. Zde je jeho celé znění:
Drahé moje děti! 
 Posílám Vám poslední svůj pozdrav před svým odchodem na věčnost. Poslední má myšlenka platí jen Vám a to mne nejvíc tíží, neboť jste dosud ještě malé a potřebovaly byste mé největší péče. Bohužel Vás musím opustit. Dnes ještě nechápete vše, ale až budete starší, jistě mne pochopíte. Bojoval jsem za naši drahou vlast a národ proti odvěkým našim nepřátelům – Němcům, kteří naši vlast a národ chtěli porobit a zničit. Nechtěl jsem připustit, abyste jednou i Vy byly porobenými otroky, nýbrž abyste zůstaly svobodnými a volnými občany. Pamatujte si, že hájit svobodu své vlasti a národa jest povinností každého uvědomělého Čecha. I Vy jednou takto musíte postupovat. V tomto boji jsem podlehl. Věřím však pevně, že naše svatá věc zvítězí. Zůstanete zde nyní jen se svou mamičkou. Musíte ji poslouchat, abyste jí ulehčily její těžký úkol a starost o Vás. Ty, Radku, jsi nejstarší, vím, že jsi rozumný chlapec. Buď oporou a rádcem Pepovi a Nenušce. Ty musíš zastupovat mne. Spoléhám se na Tebe! Ty, Pepíčku musíš pomáhat mamičce a Radkovi. Starejte se o Nenušku a nikdy ji neopusťte. Mějte se navzájem rádi a nikdy se neopouštějte, pomáhejte si vždy a ve všem s láskou a porozuměním. Učte se pilně, abyste byli vzdělanými a prospěšnými lidmi. Buďte vždy svědomití a čestní. A nyní Ty, moje drahá Nenušo, moje sladká holčičko. Buď šťastná a nezapomínej na svého tatíčka, který Tě měl tolik rád. Vím, že máš dobré srdéčko, že máš ráda svoji mamičku a bratříčky, že jim budeš dobrou ......... (nečitelné). Chlapci, mám ještě jedno přání. Jeden z Vás se ujme rodného statku. Ovšem, není to žádná podmínka. Nebudete-li mít chuti, nemusíte. Tím končím, moje nejdražší děti! Líbám Vás v duchu všechny, i s Vaší mamičkou. Buďte šťastni. 
 Váš milující otec. Vlasti zdar!
Josef Mašín, moták nalezený po válce v cele, 